# Kovář

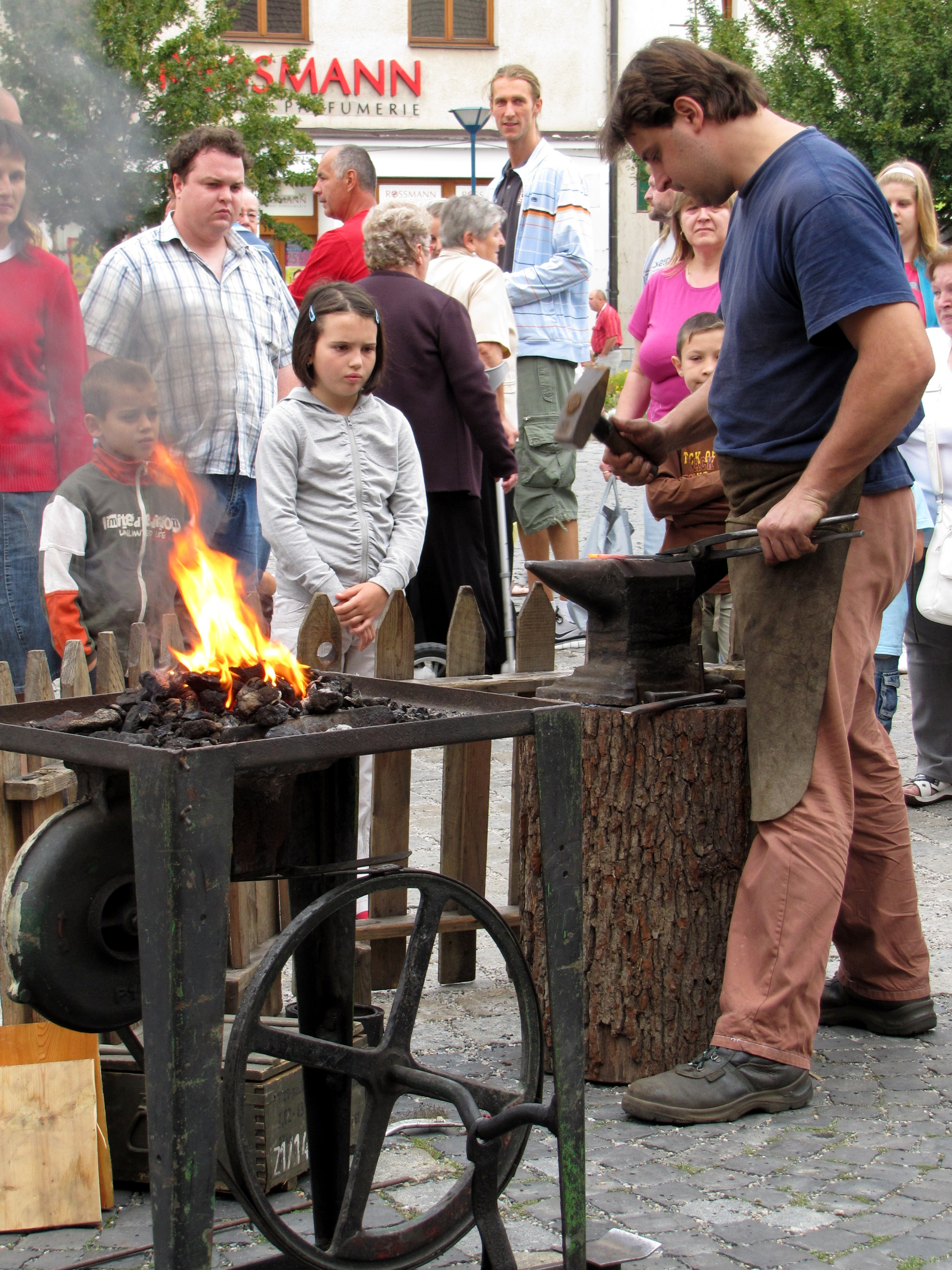
Kovář na jarmarku v Kyjově

Kovář je řemeslník, který zpracovává, zpravidla za tepla, kovy a vyrábí z nich různé užitkové nebo ozdobné věci. Kovář zpracovává různé druhy kovů, počínaje olovem a konče ocelí. Kovář může být i umělec, potom se nazývá umělecký kovář, nebo se může jednat o pracovníka ve strojírenské továrně provádějící strojní kování. Specializovaný kovář, jenž vyrábí podkovy pro koně, se nazývá podkovář.

## Pověra o kovářských čárech
Ve středověku byly kovárny vzhledem k zvýšenému požárnímu riziku zřizovány většinou mimo zástavbu, na kraji obce nebo před hradbami měst, což představovalo určitou nezávislost na obci.
Kováři, kteří pracovali s ohněm byli respektovanými osobnostmi a často jim byly přisuzovány magické schopnosti. Úlohu pána ohně měli společnou se šamany archaických a primitivních společenství. Jejich dílna byla jedním z míst, kde se lidé setkávali a kudy proudily informace. Byli také prvními mezi léčiteli, a to lidí i zvířat, zejména koní. Kovářova žena byla často kořenářka a tudíž sám mistr mohl léčit pouštěním žilou, vyhánět zlé duchy a chránit před uřknutím, ale také trhat zuby a napravovat zlomeniny. Víra v magickou moc kovářské práce se dosud zčásti zachovala ve formě podkovy pro štěstí.